# Hogna proterva
Hogna proterva är en spindelart som beskrevs av Roewer 1959. Hogna proterva ingår i släktet Hogna och familjen vargspindlar.
Artens utbredningsområde är Kongo. Inga underarter finns listade i Catalogue of Life.